# Zombor (keresztnév)
A Zombor régi magyar személynév. Magyar, török, bolgár eredetű, jelentése: bölény.

## Rokon nevek
- Zsombor:[1] a Zombor alakváltozata, régi magyar személynév.[2]

## Gyakorisága
Az 1990-es években a Zombor szórványos, a Zsombor ritka név volt, a 2000-es években a Zsombor a 13-44. leggyakoribb férfinév, a Zombor nincs az első százban.

## Névnapok
Zombor
- augusztus 22.[3]
- december 26.[3]

Zsombor
- április 21.[2]
- november 8.[2]

## Híres Zomborok, Zsomborok
„Zsombor” utónevű személyek szócikkeinek listája a Wikidata alapján